# Пескјера дел Гарда
Пескјера дел Гарда (итал. Peschiera del Garda) је насеље у Италији у округу Верона, региону Венето.
Према процени из 2011. у насељу је живело 7733 становника. Насеље се налази на надморској висини од 77 м.

## Становништво
Према резултатима пописа становништва 2011. у општини је живело 9.598 становника.
| 1931. | 1936. | 1951. | 1961. | 1971. | 1981. | 1991. | 2001. | 2011. |
| ----- | ----- | ----- | ----- | ----- | ----- | ----- | ----- | ----- |
| 3.561 | 3.801 | 4.968 | 6.036 | 7.564 | 8.807 | 8.470 | 8.485 | 9.598 |

## Партнерски градови
- Ula Tirso, Villa Carlos Paz, Capoterra